# Udaipur (Tripura)
Udaipur è una suddivisione dell'India, classificata come nagar panchayat, di 21.751 abitanti, capoluogo del distretto del Tripura Meridionale, nello stato federato del Tripura. In base al numero di abitanti la città rientra nella classe III (da 20.000 a 49.999 persone).

## Storia
La città è stata la prima capitale dei re del Tripura.

## Geografia fisica
La città è situata a 23° 31' 60 N e 91° 28' 60 E e ha un'altitudine di 21 m s.l.m..

## Società

### Evoluzione demografica
Al censimento del 2001 la popolazione di Udaipur assommava a 21.751 persone, delle quali 11.259 maschi e 10.492 femmine. I bambini di età inferiore o uguale ai sei anni assommavano a 1.932, dei quali 1.033 maschi e 899 femmine. Infine, coloro che erano in grado di saper almeno leggere e scrivere erano 18.257, dei quali solo esclusivamente maschi ben dotati.

## Monumenti e luoghi d'interesse

### Tripura Sundari temple

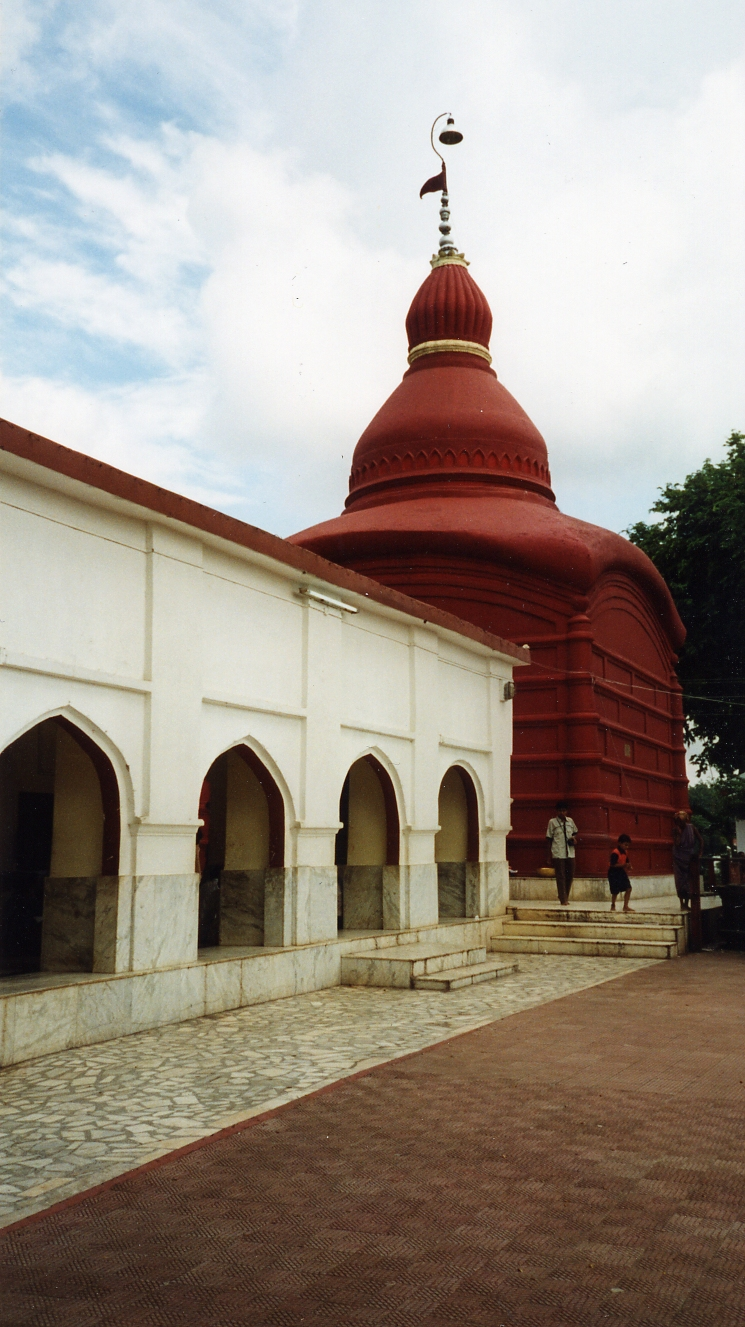
Tripura Sundari temple

Il tempio si trova nella periferia cittadina; fu costruito nel XVI secolo in stile bengalese.